# Lagerspiel (Logistik)

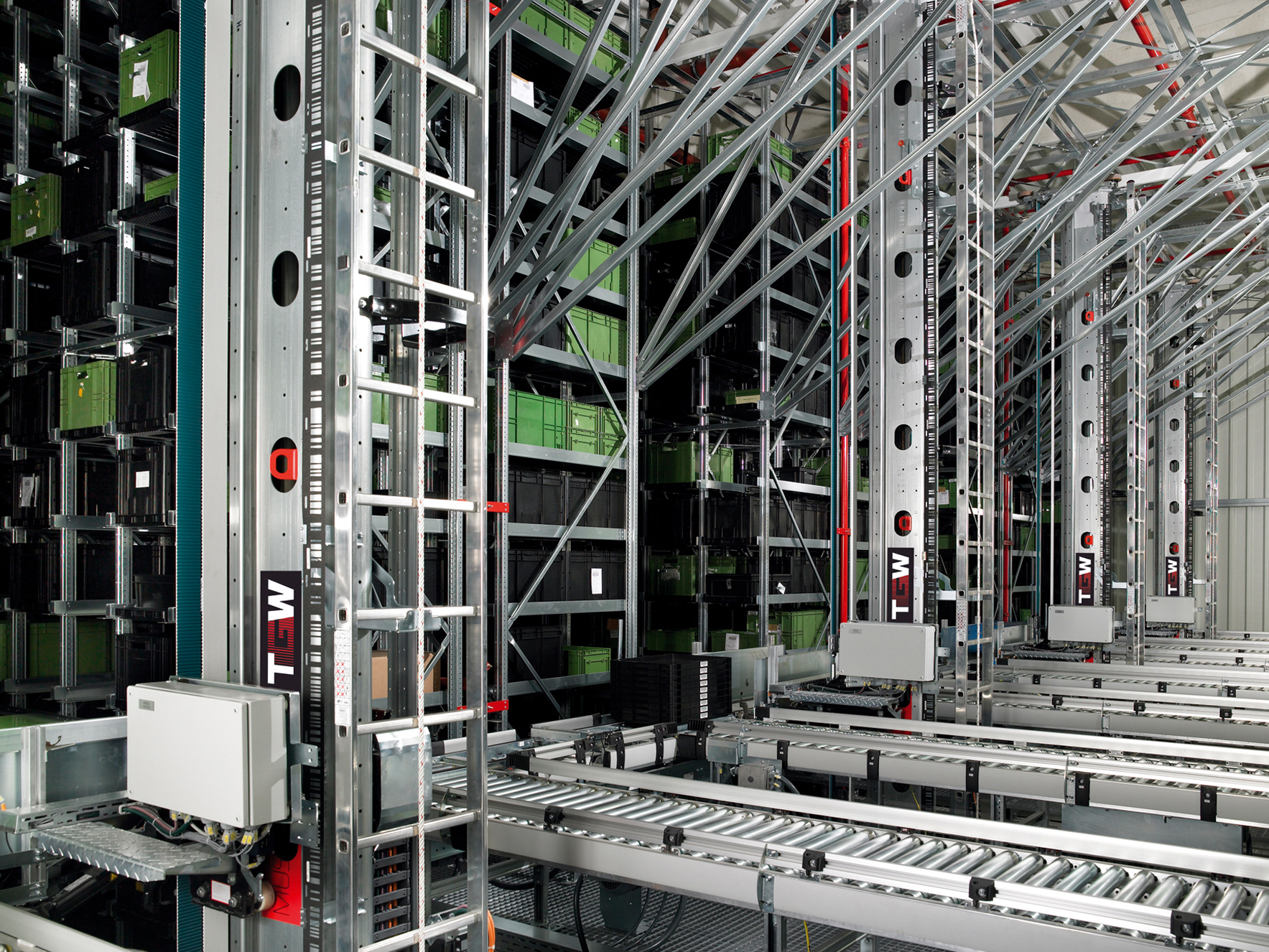
Automatisiertes Lagersystem mit vier Ein-/Ausgabepunkten

Im Sprachgebrauch der Logistik bezeichnet Lagerspiel (engl. storage cycle) den vollständigen Zyklus einer Einlagerung oder einer Auslagerung eines Lagergegenstands mit Regalbediengeräten.:172–173 Die Abläufe sind stark vom gelagerten Gegenstand, der Form der Verpackung (mit, ohne, palettiert, in Behältern usw.) und den Abläufen abhängig. Insbesondere bei Regalbediengeräten dient die Beschreibung des Lagerspiels der Ermittlung der Spielzeit, also der Dauer des Lagerspiels bis zum Beginn eines neuen Lagerspiels. Da diese von der zurückgelegten Wegstrecke abhängig ist, bleiben fixe Anteile für Übernahme und Abgabe der Ware sowie ein variabler Anteil für die Beförderung. Die Bewegungshäufigkeit einer Ware wird damit zu einem Gegenstand der Lagerposition, die so gewählt sein soll, dass maximale Kapazitäten für das Lagersystem entstehen.
Zusätzliche Einflüsse ergeben sich durch die Anzahl der Ein- und Ausgabepunkte, so dass ggf. auch die Laufstrecken des Regalbediengeräts variabel werden. Hier überlagern sich dann Effekte der Warteschlangentheorie mit den Wegezeiten. Die Art der Lagertechnik beeinflusst den Prozess weiter. So macht es einen Unterschied, ob es sich um ein Regallager handelt oder um ein Umlauflager. Weitere Lagerregeln, beispielsweise die Begrenzung der zulässigen Lagerfelder für empfindliche Waren, beeinflussen das Lagerspiel, so dass deterministisch keine exakte Vorhersage der Spielzeiten möglich ist.

## Einlagerspiel, Auslagerspiel und Doppelspiel
Das Einlagerspiel umfasst die Lastfahrt, also die Entgegennahme des Lagergegenstands bis zum Einstellen auf einen Platz bzw. zum Befördern der Ware bis zum Lagerort und der Leerfahrt, also der Rückkehr des Geräts zum Ausgangspunkt.:172–173 Das Auslagerspiel (engl. retrieval cycle) umfasst die Leerfahrt zur Lagerstelle und die Lastfahrt, also der Übernahme vom Lagerort und die Beförderung an die Stelle der Übergabe, ggf. gefolgt von einer erneuten Leerfahrt zum Ausgangspunkt.  Das Doppelspiel beschreibt einen Einlagervorgang, bei dem die Rückfahrt schon eine Auslagerung tätigt. Da die Lagerplätze in unterschiedlichen Entfernungen vom Ein−/Ausgabepunkt liegen können die Zeiten nur zur Planung eingesetzt werden und können individuelle Fahrten nicht vorhergesagt werden. Zudem werden üblicherweise Artikel mit häufigen Bewegungen nahe des Ein−/Auslagerpunkts gelagert, selten bewegte Artikel eher entfernt von diesem Punkt.